# Chappes (Aube)
 Chappes  es una población y comuna francesa, en la región de Champaña-Ardenas, departamento de Aube, en el distrito de Troyes y cantón de Bar-sur-Seine.

## Demografía
| 241 | 249 | 285 | 277 | 280 | 258 |
| Para los censos de 1962 a 1999 la población legal corresponde a la población sin duplicidades (Fuente: INSEE [Consultar]) |     |     |     |     |     |